# 出稼ぎ
出稼ぎ（でかせぎ、英: en:migrant worker）は、一定期間、自分の本来の居住地を離れて働き、就労期間が終了した後は元の居住地に帰ること。
基本的には、完全もしくは半永久的に移住してそこで働くことと対比されている。
- 店舗を持たず移動しつづけビジネスをする（商品を売る）ような働き方は「行商」を参照。
- 同じ法人に在籍したまま、家族を帯同せず違う土地で勤務することは「転勤」や「単身赴任」を参照。
- 家族を連れて半永久的もしくは永久的に別の地域へ移り住むことは「移住」を参照。
- 永久的に外国に移り住むことは「移民」を参照。（なお、一定期間外国で働いて、元の国に戻ることはまさに「出稼ぎ」なので、当記事で説明する）

## 概説
一定期間、本来の居住地から離れた場所へ行きそこで仕事をして収入を得ることを指す。
世界各地で行われている。国境を越える出稼ぎも世界的に行われている。「一定期間」がどの程度の年数を指すのかについては、国により考え方が異なる。
国境を越えて出稼ぎを行う場合は、簡単には帰国できず、数年ほど働くような出稼ぎも世界中で行われている。
出稼ぎが行われるのは、たとえば次のような場合である。
- 自分の居住地域では経済が停滞していて、仕事がほとんど無く、当人に合致した就職先が見つけられない場合
- 自分の居住地域でも一応は就職は可能だが、地元と比較して所得水準が明らかに高い場所が他にあり、自分の本来の居住地で働くことは「損」と判断して、出稼ぎをする場合
- 国家ぐるみの活動。政府の政策により、国民を外国で働かせて外貨を稼がせて、国家の収入とするため（北朝鮮のやりかた）

世界的には、開発途上国や中進国の人々が先進国で出稼ぎを行う、ということが広く行われている。
既婚者で配偶者や幼い子や年老いた親などがいる人が出稼ぎを行う場合は、基本的には家族は本来の居住地に残して別の場所に行くことが「出稼ぎ」にあたり、当人が得た所得から生活費を差し引いた分の一部分もしくは大部分は、家族に送金する、ということが広く行われている。子がすでに就労可能な年齢になっている親子では、親子で出稼ぎをする場合もある（たとえば18や20歳の子と40代や50代の親が親子で出稼ぎするなど）。
独身の人が出稼ぎを行う場合は、たとえば自分の本来の居住地には仕事が無く就職先が無く貯蓄も無ければ、「出稼ぎをするか、今の居住地以外の土地で仕事がある地域に完全移住するか」という選択を迫られるわけで、前者を選ぶと出稼ぎとなる。元の居住地にいつづけてもまともな収入を得られずやがて行き詰まることが分かっているので、出稼ぎをして毎月の貯蓄額を増やし、その貯蓄によって将来の展望を広げようとする、などということが広く行われている。移住するという選択肢を選べない理由、元の居住地を完全に離れられない理由は「人それぞれ」である。国境を越える出稼ぎの場合、移住は法的なハードルが高く移住が認められないので、一定期間は働いては一旦帰国し、また出稼ぎに出る、ということを繰り返している人々が世界には多数いる。不法滞在する形で出稼ぎを行っている人々も多い。
出稼ぎをする人のことは、日本語では「出稼ぎ労働者」、英語では「economic nomad」「expat worker」などという。

## 日本と出稼ぎ
日本が関係する出稼ぎには、大まかに言うと、「日本人が行う出稼ぎ」と「外国人が日本で行う出稼ぎ」がある。
日本人が行う出稼ぎには「日本人が日本国内で行う出稼ぎ」と「日本人が外国で行う出稼ぎ」がある。

### 日本人の出稼ぎ
歴史
明治時代から昭和初期には「季節労働」・「出稼」の表記もみえるが、近年の日本の公文書では、「出かせぎ」を用いている（平成22年の国勢調査票の添付書類より）。
近代以降、多くの日系人が中南米に移民し、その子孫が後に経済発展した日本へ出稼ぎに向かったことから、中南米でも「デカセギ」（ポルトガル語: decasségui、スペイン語:dekasegiと表現されることがある。
日本国内における出稼ぎは、第二次世界大戦前は大都市部のほか、農村や山村などにおいて製炭などに従事する労働力を他村から受け入れることがあった。不況期には、都市部に漫然と出稼ぎに出てくる者が都市労働者の失業状態を悪化させる要因として危惧され、内務省が出稼ぎ者数を制限したこともある。戦後の高度成長期（1970年代まで）に顕著となり、主に東北地方や北陸・信越地方などの寒冷地方の農民が、冬季などの農閑期に首都圏をはじめとする都市部の建設現場などに働き口を求めて出稼ぎに行くことが多かった。出稼労働者の所得確保の一方で、高度成長に伴う旺盛な需要により労働者不足に悩む都市部への重要な供給源となった。また出稼ぎを題材にした映画や楽曲が多数作られた（『あゝ野麦峠』や吉幾三の『津軽平野』など）。
新潟県出身の田中角栄が首相になると、「出稼ぎをしなくても雪国で暮らせるようにしよう」と日本列島改造論を唱え、全国で公共事業が増えた。その結果、出稼労働者は、1972年度の54万9千人をピークに次第に減少している。
2003年8月に独立行政法人労働政策研究・研修機構が実施した「出稼労働者就労実態調査票」によると、北海道、青森県、岩手県、秋田県、山形県、新潟県、石川県、兵庫県、長崎県、宮崎県、鹿児島県、沖縄県の12道県のハローワークが作成した「出稼労働者台帳」（2003年3月末時点で有効なもの）に記載された出稼労働者数は41,620人であった。
2010年度は1万5千人にまで減少し、出身地域別の内訳は、北海道32.0%、東北60.7%、九州・沖縄4.7%、その他2.6%である。
2011年度には送出地の北海道と青森・岩手・沖縄各県のハローワークに出稼労働者就労支援員（送出地担当）が配置されていた。その目的は「地元における安定した就労を促進しつつ、やむを得ず出稼就労する者に対しては職業相談員によるきめ細やかな職業相談を実施するとともに、受入事業所の指導等を実施」することであり、2015年度も北海道・青森・岩手等に配置されている。
2015年時点において工場で季節工として働く出稼労働者はいるが、多くの工場では請負や労働者派遣に切り替えが進んでおり、直接雇用である出稼労働者の給与はかつてほどは高くない。また、2000年以降は本来の意味における出稼ぎをしている人は激減しており、出稼ぎという言葉自体が死語となりつつある。かつて春から秋にかけては農漁業、冬は出稼ぎで家族を養った人々が高齢化しつつある。青森県からの2015年度の出稼ぎ者は1806人と2000人を初めて下回り、ピーク（1974年度）の8万486人に比べ45分の1程度にまで落ち込んだ。
辞書の定義とは異なり、単なる役所側都合の範囲指定にすぎないが、北海道庁が発行した「出稼ぎハンドブック」 によると、出稼「労働者」とは「1ヶ月以上1年未満居住地を離れて他に雇用されて就労する者であって、その就労期間終了後は、居住地に帰る者をいう。（居住地を離れるとは、自宅以外の場所で寝泊まりすることをいい、就労先の遠近を問わない。）」と定義している。
なお、就職先の少ない地方在住の若者が大都市の大学や専門学校に進学するケースや、就職（常用雇用）のための上京も広義の出稼ぎとする場合がある。1960年代までは工場や中小企業などへの集団就職で上京するケースが多かったが、近年は都市部の利便性や豊富な就職先等に憧れて上京するケースが多い。

#### 出稼労働者手帳

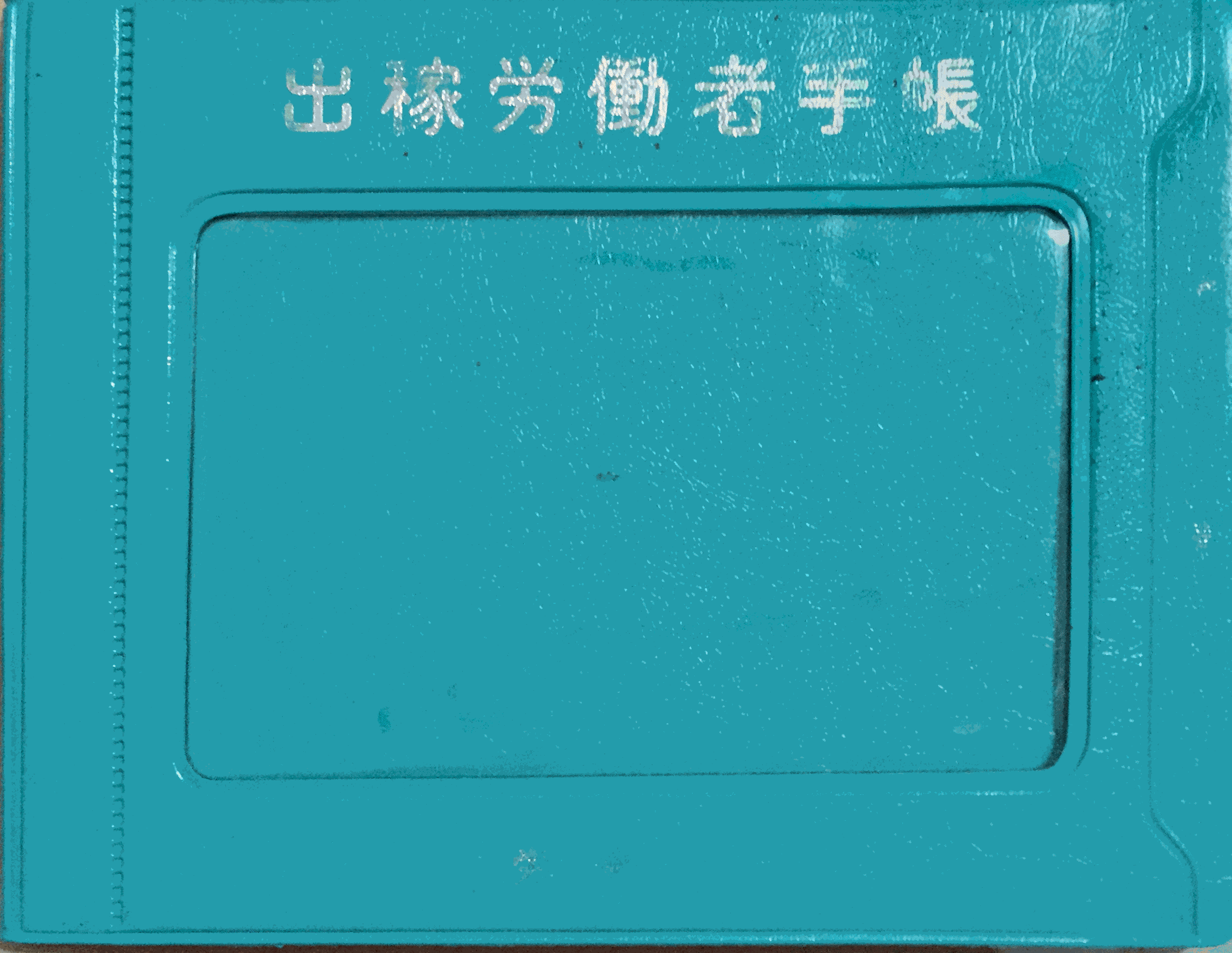
2009年発行の出稼労働者手帳（透明になっている箇所に雇用保険被保険者証を差し込んで使う）

出稼労働者手帳（出稼手帳、出稼ぎ手帳）は、出稼労働者に対して市町村が交付する手帳であり、本手帳の所持者は出稼労働者援護対策措置の対象者とされる。その後労働者は市町村長から、氏名、性別、世帯主との続柄、本籍、現住所、電話番号、生年月日、世帯員の証明を受ける。有効期限は、発行日から3年間（証明書関係は原則として1年間有効）である。出稼ぎに出ている期間は、住民票は異動させない。

#### 日本人による外国での出稼ぎ
戦前、戦後、アメリカ合衆国やハワイ、中南米、東南アジア各地に向かった日系移民には、一時的な生計の手段、あるいは「いずれ故郷に錦を飾る」と将来は帰国するつもりで赴く者もいた。実際に一財産築いて帰国した者も多いが、客死した移民も多かった。
中国、東南アジアなどに家政婦や売春婦（娼婦）として出稼ぎに行く女性もあった。特に娼婦となった女性は「からゆきさん」と呼ばれた。
2022年以降、名目実効為替レートで32年ぶり、実質実効為替レートで52年ぶりの円安となった結果、海外への出稼ぎに対する注目度が上がっており、マスコミでも多数報道されるようになっている。

#### 外国人の日本での出稼ぎ
2022年の統計によると、日本で出稼ぎをしている外国人の国籍は、第1位がベトナム国籍の人々で453,344人（全体の26.2%）である。その次が中華人民共和国の人々（香港、マカオも含む）であり、397,084人（全体の23.0%）である。第3位はフィリピンの人々であり191,083人（11.1%）である。以前は中華人民共和国の人々が1番多かったが、中国は国内経済が発展し出稼ぎが減る傾向になり、ベトナムの人々が増加傾向にあり、中国を抜いた。
一方で、ブラジルやペルーなどからの出稼ぎの人々も多い。日系人の2世や3世やその配偶者などが、両親や祖父母（や義理の両親や義理の祖父母）の母国である日本を出稼ぎ先に選ぶ、ということも広く行われている。
また、欧米やオーストラリアや韓国などの先進国とされる国々から、英語教師やホステス、露天商として出稼ぎに来る例も少なくない。

## フィリピン人による国外への出稼ぎ
フィリピンからはこれまで多くの国民が海外に渡って働き、母国の家庭に送金してきた。フィリピンの人口の1割に相当する1000万人がアメリカや中東諸国などをはじめとする母国の外で暮らす（永住者も含む）。フィリピン人の多くは英語が堪能であるため、世界中で働き、その外貨送金が国内の消費や成長を支えてきた。しかしその経済構造が2015年以降変わりつつある。フィリピン中央銀行によると2015年1月から11月の同国への銀行経由の外貨送金額は前年同期比3.6パーセント増の228億ドル（約2兆6000億円）であり、ここ数年6パーセント程度の増加を示していたのに比べると鈍化しており、2001年以来の低さになる。またフィリピン海外雇用庁によると、2014年に出稼ぎのため出国した国民は183万2668人であり、過去最多を記録した2013年に比べ3600人減った。この背景としては、年率6パーセントという新興国の中でも高い経済成長を続ける同国においては、国内雇用の拡大により、労働者の国内回帰が進んでいることがある。コールセンターなどの受託業務産業が拡大し、100万人を超える雇用を生み出したほか、他のサービス産業も活発化しているからである。それでもフィリピンの人口が年率2パーセント前後の増加を示していることから考えると、国内の労働市場ですべての労働人口を吸収するのは難しく、フィリピンの出稼ぎが大きく減るとは考えられていない。また、日本の船舶会社である日本郵船がフィリピンに商船大学を設立して乗務員を確保していることからも明らかなように、英語に堪能な人材の引き合いは世界各地で根強い。

## 北朝鮮の国家的出稼ぎ
北朝鮮では、外貨獲得のために労働力を輸出して、労働者の給料から天引きを行う国家的な出稼ぎが行われてきた。特に1990年代の「苦難の行軍」の時代には、自国内の食糧事情が悪化したことにより、国と労働者側のニーズが合致。ロシアシベリア地方の森林（北洋材）の伐採現場や遠くアフリカ諸国の建設現場などに多くの労働者が国家の手により派遣された。2015年、国連のマルズキ・ダルスマン北朝鮮人権状況特別報告者は、出稼ぎ労働者の実態をまとめた報告書を公表。派遣国数は17カ国前後、労働者の総数は5万人にのぼり、本国に送金された額は年間あたり12億-23億ドルにのぼると指摘している　。一方で、ポーランド やロシアの建設工事の現場などでは、しばしば休日のない長時間労働、低賃金といった劣悪な労働環境が取りざたされることもあった。
2017年9月、北朝鮮が弾道ミサイルの発射、核実験を行うと国連安全保障理事会は、北朝鮮に対する経済制裁を決議。その中には、海外で働く北朝鮮労働者の受け入れ禁止も盛り込まれており、当年中にクウェート、カタール、UAEなどは北朝鮮労働者に対する査証の新規発給、更新を停止する措置を採った。湾岸諸国では多数の労働者が建設現場で働いたが、今後は働く場が失われていく見込み。また、ロシアも労働者の滞在許可更新の制限を開始。2019年末までに、全ての北朝鮮労働者を帰国させる方針を打ち出したが、労働者はその後もロシアで働き続けた。
2022年、ロシア国内の北朝鮮労働者9人が離脱して、韓国に入国したことが明らかになった。労働者は2022年ロシアのウクライナ侵攻に伴い、戦地の再建事業に従事させられる可能性を考えて出国を決意。極東地域などそれぞれ異なる場所からモスクワに移動し、国連難民機構の支援を得たとされている。

## 作品における出稼ぎ
上記の『あゝ野麦峠』のようなノンフィクション以外に、生活が苦しい人々が家族と離れて暮らす出稼ぎは、多くの創作の題材とされてきた。『母をたずねて三千里』のように家族と再会できる作品もあるが、出稼ぎ者や故郷に残した家族が失踪・死亡したり、身を持ち崩したりする悲劇や悲しみを描いたものも多い（『雨月物語』「浅茅が宿」、『ウルトラQ』「東京氷河期」、『ひよっこ』など）。